# Tomarps kungsgård
Tomarps kungsgård (før 1658 dansk: Tommerup Kongsgård) er en herregård i Åstorps kommun i Skåne i Sverige.

## Historie
Tomarp er en borg, hvis historie går tilbage til 1200-tallet. Nordfløjens midterparti rummer bygningsdele fra middelalderen, men ellers er bygningen fra renæssancen, antagelig opført i midten af 1500-tallet. Den består af fire sammenbyggede fløje omkring en lille borggård. Fløjene er hvidkalkede og med rødt teglstenstag. Adgangen sker gennem en port i vestre fløj, hvor portvælvingerne er udført med krydshvælv. Som bygningen fremstår i dag, er den resultat af en ombygning i 1770'erne. Uden for borgen ses rester af en voldgrav i form af langstrakte damme.

## Tomarps ejere
I 1400-tallet tilhørte gården slægten Brosterup. Derefter var slægten Gjedde besiddere af gården. Kendt er admiral Ove Gjedde, der 1618 sejlede til Ostindien og grundlagde kolonien Trankebar. Over porten på Tomarp sidder Ove Gjedde og hustrus våbenskjolde. Gården blev ved freden i København 1660 overdraget den svenske krone som en del af det bornholmske vederlagsgods. Godset fungerede herefter blandt andet som bolig for den øverstkommanderende ved det nordskånske kavaleriregiment. I dag ejes Tomarp af den svenske stat og forvaltes af Statens Fastighetsverk.

## Moderne kunsthal
Tomarps kungsgård er kunsthal med svensk og international samtidskunst, design og kunsthåndværk samt historiske udstillinger. Parken, der er anlagt i 1800-tallet i engelsk landskabsstil, er åben for publikum.